# Английска гимназия
Английската гимназия, съкратено АЕГ, е езикова гимназия в България, в която се преподава на английски език.

## История
Обучението на английски в страната води началото си от Американския колеж в София - най-старото американско училище извън Съединените щати, създадено през 1860 г. Откриват се след това също британски и други американски средни училища. Последните са закрити след Втората световна война. От тях единствено е възстановен Американският колеж в София през 1992 г.
По времето на социализма (1944 – 1989 г.) в страната се създават нови гимназии с преподаване на чужд език, като мрежата постепенно се разширява. От първото такова училище – Средното училище за чужди езици в Ловеч (Американският колеж там е закрит през 1948 г.), основано през 1950 г., се отделя неговият английски отдел и е преместен в София (1956), ставайки основата на езикова гимназия. Английски гимназии са открити в Пловдив (като Смесена гимназия с преподаване на английски език, 1958), Русе (1963), Видин (1970), Бургас (1971).

## Видове
В България съществуват две форми на гимназиално обучение. Първата, широко разпространена и предпочитана форма, е държавно обучение, което се финансира от „МОН“. Вторият вид, не толкова популярен, е частно обучение, при което обучението се заплаща не от държавата, а от учащите в него. И двете форми на обучение следват задължителни изисквания, които се определят от „Министерство на Образованието и Науката“ в качеството си на държавна институция, която управлява и упражнява надзора върху учебно-възпитателните, културните и просветните инстанции в страната.

## Гимназии
София
- Първа английска езикова гимназия (преди: 114-а АЕГ), осн. 1958 г.
- Втора английска езикова гимназия „Томас Джеферсън“, осн. 1989 г.
- 127 СОУ „Иван Денкоглу“ (АЕГ от 2007 г.)
- Частна английска гимназия „Увекинд“

Пловдив
- Пловдивска английска гимназия

Варна
- Първа езикова гимназия

Бургас
- ГПАЕ „Гео Милев“

Русе
- Английска гимназия „Гео Милев“

Ловеч
- ГЧЕ „Екзарх Йосиф I“

Челопеч
- Частна профилирана гимназия с чуждоезиково обучение Челопеч